# Paradiexia pellita
Paradiexia pellita là một loài bọ cánh cứng trong họ Cerambycidae.